# Cot Biek
Cot Biek is een bestuurslaag in het regentschap Aceh Utara van de provincie Atjeh, Indonesië. Cot Biek telt 480 inwoners (volkstelling 2010).